# David Wemyss
David Wemyss, Lord Elcho (Wemyss, 21 augustus 1721 – Parijs, 29 april 1787), informeel 6e earl van Wemyss, was een Schotse edelman die tot de Peerage van Schotland behoorde. Hij was een Jakobiet met de rang van kolonel bij de Franse dragonders en nadien van kolonel bij de Prince’s Horse Guards. Lord Elcho werd veroordeeld voor zijn deelname aan de Jakobitische opstand van 1745.
Na de nederlaag was hij balling wonend zowel in het koninkrijk Frankrijk als het vorstendom Neuchâtel, een Zwitsers kanton dat Pruisen bestuurde. Aan de Franse kust was hij kolonel bij de Royal Scots, een anti-Engels regiment. In Zwitserland werd Wemyss baron van Cottendart.

## Familie
David Wemyss werd geboren in Wemyss Castle in Fife, Schotland, als oudste zoon van James Wemyss, de 5e earl van Wemyss, en Janet Charteris. Zijn titel komt van Elcho Castle, dat een kasteel nabij Perth is dat familiebezit was;  Lord Elcho werd zijn bijnaam. Zijn familie aan vaders kant bezat al meer dan honderd jaar het kasteel van Wemyss als residentie. Zijn grootvader aan moeders kant was Francis Charteris (1675-1732) die schatrijk werd door speculatie in de South Sea Company. David Wemyss had twee jongere broers: Francis Wemyss-Charteris (1723-1808) en James Wemyss (1726-1786). Zijn zus huwde met James Steuart, een bekend econoom.

## Jakobiet
Jakobieten ijverden en vochten voor de terugkeer van de katholieke koning Jacobus II op de Engelse, Schotse en Ierse troon. Zij wilden Jacobus’ schoonzoon en protestantse stadhouder Willem III van Oranje weg als koning. Zoals vele Jakobieten volgde Wemyss een anglicaans geestelijkheid die nonjurors waren, was hij vrijmetselaar en verzette hij zich tegen de Acts of Union (1707) die Engeland en Schotland verenigden. De vader van David Wemyss was grootmeester van de Loge van Schotland. Nochtans was de familie Wemyss niet bekend als politiek actief maar eerder als sympathisant.
Na de echtscheiding van zijn ouders (1732) werd Wemyss naar het Winchester College gestuurd in Engeland. Hij zag zijn vader zo goed als niet meer. Een van zijn klasgenoten was James Hamilton (1724-1758), de latere 6e hertog van Hamilton, ook een Schotse edelman. Deze laatste maakte van Wemyss een Schotse patriot. 
In 1738 reisde de jonge Wemyss naar Reims in het koninkrijk Frankrijk, waarna hij leerling werd van de militaire academie in Angers. Angers was een populair oord voor jonge Britse aristocraten. Een jaar later maakte hij een Grand tour of grote reis doorheen Europa. In Rome bleef hij lang in het gezelschap van de prins van Wales in ballingschap, Jacobus Frans Eduard Stuart, bijgenaamd de Great Pretender. Deze Stuartprins ijverde voor het koningschap als Jacobus III van Engeland en Ierland en als Jacobus VIII van Schotland. 

### Militant en militair 1740-1746
De nostalgie naar de terugkeer van Huis Stuart stond algemeen op een laag pitje na de mislukte opstand van 1719. Dit veranderde met het uitbreken van de Oostenrijkse Successieoorlog (1740). De Fransen stonden afgunstig ten opzichte van de Britse koloniale opmars en wilden de Fransgezinde Stuarts terug op de troon. In Rome vernam Wemyss dat de Jakobieten een reële kans op slagen hadden. Hertog James Hamilton stuurde Wemyss naar het Franse leger, meer bepaald naar het regiment van de dragonders. Wemyss was kolonel van de dragonders. De voorbereiding voor een invasie van Engeland werd afgeblazen nadat het stormweer de Franse vloot zwaar had toegetakeld (1744). 
Wemyss keerde terug naar Edinburg (1744), waar hij andere aristocraten opzocht die militant Jakobitisch waren. De Buck Club, de groep van Jakobitische opstandelingen, verzocht de Fransen om troepen en zocht in Schotland naar geld, troepen en wapens. Wemyss leverde zowel clanleden als geld. Elcho werd opgenomen in de Council of War van de Jakobieten. De opstandige troepen verzamelden zich buiten Edinburgh. Wemyss had het bevel over goed getrainde cavaleristen, de zogenaamde Prince's Horse Guards van Bonnie Prince Charles, bijgenaamd de Small pretender van het Huis Stuart. Nochtans heerste er wantrouwen binnen de Council of War: niet elke Schotse aristocraat werd aanzien als een loyale Jacobiet. Meer nog, Bonnie Prince Charles of prins Karel Eduart Stuart, de jonge troonpretendent, werd niet door iedereen als loyaal aan de Schotse zaak gezien. Wemyss werd wel als loyaal gezien.
Finaal kwam het tot de Slag bij Culloden op 16 april 1746. De veldslag nabij het Schotse Inverness betekende een nederlaag voor de Jacobitische opstandelingen. Wemyss werd nog weggeleid door zijn cavaleristen doch hij stuurde hen weg omdat hij hen ook niet meer vertrouwde. Twee Franse schepen pikten de Jakobitische leiders op op 3 mei 1746, onder hen Lord Elcho. De Franse schepen hadden zich door de Royal Navy gevochten tot in Schotland. De schepen heetten Le Mars en Bellone. De Jacobieten hielden prins Karel Eduart Stuart weg van de schepen, want ze wisten niet wat met hem aan te vangen.

### Balling 1746-1787

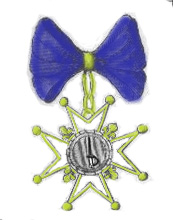
Orde van Militaire Verdienste zoals koning Lodewijk XV ze verleende aan protestanten

Hij verloor zijn titels, eigendommen en andere bezittingen in Schotland, nog hetzelfde jaar van de nederlaag, door de Act of Attainder (1746). De Act of Indemnity van 1747 verleende aan Lord Elcho geen amnestie, in tegenstelling tot aan andere Jakobitische leiders. Brieven voor gunsten gericht aan Andre Fletcher (1692-1766), Lord Milton en de Lord Justice Clerk van het koninkrijk Schotland, haalden niets uit. Wemyss had bij het Engelse bestuur in Edinburgh de naam van een ‘brutale rebellenleider die gevangenen wreed behandelde’. Hij keerde bijgevolg nooit meer naar Schotland terug.
Met de Vrede van Aken (1748) eindigde de Oostenrijkse Successieoorlog. De Fransen lieten het Huis Stuart vallen.
De Jakobietenleiders ruzieden onderling in ballingschap. De ruzie ging om de nederlaag in 1746 maar Wemyss wilde ook van Bonnie Prince Charles geld terug dat hij had voorgeschoten in de aanloop naar de veldslag nabij Culloden.
In 1746 werd Wemyss benoemd tot kapitein bij de Ierse Brigade in Frankrijk, ook bekend als het Fitzjames’ Regiment. In 1747 werd Wemyss bevorderd tot kolonel in de Royal-Ecossais of Royal Scots. Dit Jakobitisch en Schots regiment was gekazerneerd in Grevelingen en Duinkerke. Zij speelden een rol in dienst van de Franse Kroon tijdens de Zevenjarige Oorlog (1756-1763). Koning Lodewijk XV verleende Wemyss de Orde van Militaire Verdienste (Frankrijk). Als protestant had Wemyss recht op deze ridderorde, in tegenstelling tot de Orde van de Heilige Lodewijk die enkel naar katholieke officieren ging.
Wanneer Wemyss niet op het slagveld was, verdeelde hij zijn tijd tussen Frankrijk en Zwitserland. In het kanton Neuchâtel, dat een Pruisisch vorstendom was, werd Wemyss staatsburger. Hij werd benoemd tot baron van Cottendart in 1780 door Frederik de Grote. 

## Privé
Hij deed een huwelijksaanzoek in januari 1770 aan Belle van Zuylen, een Nederlandse schrijfster en componiste. De briefwisseling duurde tot oktober 1777. Verontwaardiging ontstond toen hij afzag van een ontmoeting in Utrecht en alleen wilde weten hoe groot de bruidsschat was. Van Zuylen weigerde verder omdat ze toen besloten had te huwen met Charles-Emmanuel de Charrière de Penthaz (1735-1808). Op 9 september 1776 huwde Wemyss in Beutal, behorend tot het graafschap Montbéliard, met Sofia, (1756-1777), dochter van rijksgraaf Friedrich von Üxküll-Gyllenband. Zijn schoonvader was minister in het hertogdom Württemberg. Op 26 November 1777 stierf Sofia in het kraambed in Bôle. Het pasgeboren jongetje overleed de dag nadien, daarom had Lord Elcho geen wettige nakomelingen. Wemyss liet wel twee natuurlijke dochters na, waaronder 'Sarah' Wemyss (Parijs, 10 augustus 1751 - Bôle, 17 juni 1830), waarover in 1891 een historische roman verscheen van Auguste Bachelin met een voorwoord van Philippe Godet. Ze erfde al het geld en goederen van haar vader in Zwitserland. In Bôle verhuurde ze een deel van haar huis aan de familie Ludwig Ferdinand Huber volgens de Memoires van Clara Forster.
In 1787 stierf Lord Elcho in Parijs, in zijn huis gelegen Rue Saint-Lazard. Zijn jongere broer, Francis Wemyss Charteris, erfde zijn bezittingen in Schotland.
Aan zijn verzoek om begraven te worden in Bôle, Zwitserland, werd geen gevolg gegeven. Hij kreeg een graftombe in Parijs, die tijdens de Franse Revolutie werd verwoest (1789).
Lord Elcho liet twee geschriften na. Het ene, zijn dagboek,  verhaalt in het Frans de belangrijkste gebeurtenissen van zijn leven. Het tweede in het Engels, getiteld A short acount of the affairs of Scotland 1744-1746, werd pas in 1907 gepubliceerd door Evan Charteris.